# Ben Ich Haï
Yossef Hayim de Bagdad (hébreu : יוסף חיים מבגדאד), né en 1833 (13 av 5593) et mort le 30 août 1909 (13 elloul 5669) est l'un des plus importants hakhamim (rabbins séfarades), décisionnaires et kabbalistes de l'ère moderne.
Auteur de plus d’une centaine de livres dans l’ensemble des domaines du judaïsme, il affirme ressentir une connexion mystique avec Benayahou ben Yehoyada et intitule ses œuvres d’après les versets bibliques autour de ce personnage. C’est ainsi qu’il devient plus connu sous le nom de Ben Ich Haï (« Fils de l'Homme qui Vit », cf. 2 Samuel 23:20).

## Éléments biographiques
Fils du grand-rabbin de Bagdad, le Hakham Eliyahou, il lui succède à l'âge de 26 ans, à la mort de ce dernier. Son érudition dans tous les livres de Halakha est très vite découverte par ses contemporains. C'est pour cette raison que des questions lui sont posées du monde entier. Ses réponses ont été publiées dans son responsa Rav Péalim. Cependant son livre le plus connu par le grand public est le livre intitulé Ben Ish H’ay. C’est un livre de discours que Rabbi Yosséf H’aim prononçait dans sa communauté le chabbat avant Séouda Chélichit. Ses cours pouvaient durer trois heures d'affilée, passant d’un sujet à un autre en juxtaposant des commentaires sur les versets de la Parasha de la semaine, de la Halakha et des notions de Kabbala. Pour beaucoup de juifs originaires d’Irak, ce livre est le livre de référence en matière de Halakha. Le Rav Mordekhaï Eliyahou cite principalement le Ben Ish H’ay.
Bien qu'on l'ait enterré à Bagdad, il est un tombeau du cimetière juif du mont des Oliviers à Jérusalem qui d'après la tradition serait celui qu'il aurait demandé en rêve au responsable des enterrements de ce même cimetière de lui faire.